# Indonéská rallye 1997
Indonéská rallye 1997 (Oficiálně 22. Rally of Indonesia 1997) byla jedenáctou soutěží mistrovství světa v rallye 1997, která se jela ve dnech 19. - 21. září. Délka soutěže byla 1129 km a měla 22 rychlostních zkoušek. Vítězem se stal Carlos Sainz s vozem Ford Escort WRC.
Soutěže se účastnily jen tři tovární týmy. Mitsubishi Ralliart nasadilo sestavu ve složení Tommi Mäkinen a Richard Burns. Za Subaru World Rallye Team to byli Colin McRae a Kenneth Eriksson a za Ford M-Sport Carlos Sainz a Juha Kankkunen. Startoval zde i tým Toyota, který ale nemohl získat body v šampionátu značek. Jeho jezdci byli Didier Auriol a Neal Bates.

## Průběh soutěže
V první etapě vedl McRae, který vyhrál pět z osmi rychlostních testů. Mäkinena brzdily problémy se vstřikováním paliva a později poškodil turbodmychadlo. Třetí byl Kankkunen, čtvrtý Sainz, pátý Eriksson a šestý Burns. Bates havaroval a později odstoupil s porouchaným motorem. Auriola trápily problémy s diferenciálem.
Ve druhé etapě McRae zvyšoval náskok nad Mäkinenem. McRae ale narazil do stromu a ztratil dvě minuty. Kvůli poškozenému chladiči se motor začal přehřívat a v následujícím testu dokonce vzplanul. McRae ale dorazil do servisu, kde se podařilo vůz opravit. Přesto po další poruše musel McRae odstoupit. Technické problémy s chladičem vyřadily i Mäkinena. Ve vedení se ocitl Kankkunen, ale vylétl mimo trať a propadl se za Sainze, který vyhrál pět zkoušek. Třetí byl Eriksson a čtvrtý Burns. Kvůli technickým problémům odstoupil Auriol. Ve třetí etapě Sainz udržel vedení před Kankkunenem, Erikssonem a Burnsem.

## Výsledky
1. Carlos Sainz – Luis Moya (E) - Ford Escort WRC - 4:37:30
2. Juha Kankkunen – Juha Repo (FIN) - Ford Escort WRC - 4:37:46
3. Kenneth Ericsson – Staffan Parmander (S) - Subaru Impreza WRC - 4:38:49
4. Richard Burns – Robert Reid (GB) - Mitsubishi Carisma GT - 4:39:24
5. Yoshio Fujimoto – Arne Hertz (J/S) - Toyota Celica GT-Four - 4:58:34
6. Karamjit Singh – Allen Oh (MAL) - Proton Wira - 5:03:01
7. Harri Rovanpera – Voitto Silander (FIN) - Seat Ibiza Kit Car - 5:06:36
8. Shigeyuki Konishi – Tony Sircombe (J/NZ) - Subaru Impreza WRX - 5:09:21
9. Erwin Weber – Manfred Hiemer (D) - Seat Ibiza Kit Car - 5:10:07
10. Reza Pribadi – Klaus Wicha (RI/D) - Subaru Impreza 555 - 5:11:27